# José de Sá Brito
José de Sá Brito (Porto Alegre, 18 de novembro de 1844 — Montenegro, 10 de outubro de 1890) foi um intelectual, dramaturgo, jornalista e escritor brasileiro.

## Biografia
Nascido em Porto Alegre, era filho de José de Sá e Brito (1814-?) e de Maria Henriqueta Duarte (1820-?). Era sobrinho paterno de Francisco de Sá Brito.
Desenvolveu intensa atividade cultural em Porto Alegre. Foi um dos fundadores da Sociedade Polímnia e membro da Sociedade Ensaios Literários e do lendário Partenon Literário, sendo colaborador das revistas dessas agremiações. Foi presidente interino do Partenon. Publicou romances, novelas, poesias, crítica literária e teatral, colaborou em vários jornais, mas destacou-se como dramaturgo, muito apreciado em sua época, merecendo lembrança os dramas A grupiara (1875), A descrida (1876, sua obra mais conhecida), Acácia e Roma (1976), Amor e ódio (1876), Segredos do coração (1877), a comédia dramática Mateus (1875), e a comédia Olho vivo: companhia de seguros (1874). Guilhermino César destacou a sátira File-o (1875) como "realmente graciosa, em que satiriza a ignorância e filáucia das autoridades policiais. O delegado que ele nos apresenta em File-o é uma criação admirável, cheia de vida e espontaneidade", mas depois abandonaria esse caminho, publicando peças de propaganda da maçonaria e combate à Igreja Católica.
Em Montenegro foi secretário interino da Junta de Governo, falecendo em exercício. É um dos patronos da Academia Montenegrina de Letras.